# تحالف العمال والفلاحين البرتغالي
كان تحالف العمال والفلاحين (بلبرتغالية: Aliança Operário-Camponesa) جبهة انتخابية الحزب الشيوعي البرتغالي (ماركسي-لينيني) الذي يتزعمه يدوينو غوميس. تاسست الشركة في 17 تشرين الثاني 1974.
تحالف العمال والفلاحين المطعون 1976 انتخابات البرلمان البرتغالي. قاءمه حصل علي 15578 صوتا (0.03 ٪).
اثار التحالف شعار «لا كيسنجر ،كما بريجنيف. الاستقلال الوطني!».